# Paul van der Blom
Paul van der Blom (Leiden, 12 maart 1961 – Oegstgeest, 5 december 2012) was een Nederlands voetballer die doorgaans als linker aanvaller speelde.
Hij begon samen met zijn tweelingbroer Marcel bij UVS in Leiden waar zij vanaf hun zestiende in het eerste team speelden. In 1979 werd de tweeling gecontacteerd door Feyenoord. Veel kwamen beiden niet aan bod en nadat ze daarover in het Algemeen Dagblad hun beklag deden, werd hun verbintenis opgezegd. Hij kwam vijf keer voor de club uit in de Eredivisie, zijn broer die als middenvelder speelde, debuteerde niet. Paul van der Blom liep tevergeefs stage bij Excelsior en bereikte met Telstar een overeenkomst. Voordat deze echter ondertekend werd, koos hij voor een lucratief aanbod uit Hongkong bij Morning Star. Hier kwam hij slechts in twee oefenduels in actie voordat de club na zeven weken failliet ging. Hij ging bij Rijnsburgse Boys spelen, waar zijn broer reeds speelde nadat die eerder al geen overeenkomst in Hongkong kon krijgen. Het duo werd een vaste waarde in de ploeg en maakte in 1984 het eerste kampioenschap van de club in de Hoofdklasse mee. Later speelden zij nog voor RCL en LFC. 
De tweeling maakte gezamenlijk tijdens het Toulon Espoirs-toernooi 1979 als invaller direct na rust hun debuut voor Jong Oranje in de met 3-0 gewonnen wedstrijd tegen Frankrijk.  Paul van der Blom overleed eind 2012 op 51-jarige leeftijd.